# バンダールカール事件
バンダールカール事件（バンダールカールじけん）は、1846年10月31日にネパール王国の首都カトマンズ、ハヌマン・ドーカ宮殿の会食場バンダールカールで発生した事件。

## 事件に至るまで
1846年9月、筆頭大臣ガガン・シンハ・カワースの暗殺に端を発した事件は、首相のファッテ・ジャンガ・シャハら重臣の大部分の虐殺によって帰結した（王宮大虐殺事件）。
事件後、ジャンガ・バハドゥル・クンワルはラジェンドラ王の王妃（第二正妃）ラージャ・ラクシュミー・デビーによって、首相兼全軍最高司令官に任命された。また、ジャンガは殺されて空席になった重臣の官位や軍の役職に弟、甥といった一族を任命した。
王妃はその後、ジャンガ・バハドゥルに王太子スレンドラと弟のウペンドラを殺害し、自分の息子ラネンドラを王にするように取り計らうように命じた。だが、ジャンガは王宮や軍で確固たる立場を確立していたので、スレンドラ殺害は正義に欠くとし、必要によっては王妃を国法によって罰すると述べた。
王妃は自分が取り立てたジャンガが敵対したことに激怒し、側近のビール・ドワジ・バスネット、ガガン・シンハの息子バジール・シンハ・カワースとその暗殺を企てた。ビール・ドワジには計画成功の暁には首相に任命するとの勅令を与えたが、この勅令の手渡しに立ち会った王師ビジャイ・ラージ・パンデは以前からのジャンガの味方であり、計画のすべてがジャンガに伝わっていた。そして、そのまま計画実行当日を迎えた。

## 事件の発生とその後
10月31日朝、計画実行の日、王妃らは王宮の会食場バンダールカールですべての準備を終えていた。食事には毒が盛られており、もしジャンガが食事に手を付けなければ、バンダールカールに潜んでいる40、50名の兵がバジール・シンハの合図で銃殺する手筈であった。
準備後、ビール・ドワジがジャンガたちを迎えに行った。だが、ジャンガとその弟たちは軍隊を率いてバンダールカールに向かっており、途中で出会ったビール・ドワジはその場で銃殺された。
ビール・ドワジの殺害後、ジャンガは王宮のバサンタプル宮殿でラジェンドラ王に謁見し、陰謀のすべてを暴露した。そして、王と王太子に敵対する勢力の討伐命令を受け、バンダールカールへと向かった。
ジャンガらはバンダールカールに直ちにその制圧に取り掛かった。降伏した者は捕らえたが、降伏しなかったバスネット家の約15名はことごとく銃殺され、混乱の中でバジール・シンハは逃げた。こうして、暗殺計画は失敗に終わり、事件は終結した。
事件後、ジャンガは練兵所で会議を開き、王妃が王太子と首相を殺害しようとした事実を告発し、全会一致で王妃の国外追放を議決、王と王太子の署名を得た。この結果、11月に王妃は自分の息子ラネンドラ、ビレンドラとともにヴァーラーナシーへと向かい、ラジェンドラ王も2、3ヶ月の予定で王太子に全権を与える命令を出してともに出国した。
ヴァーラーナシー到着後、ラジェンドラ王は亡命していたファッテ・ジャンガの弟グル・プラサード・シャハ、ランガ・ナート・パウデル、ジャガット・バム・パンデらと謁見し、彼らは王に挙兵を進言し、王は挙兵した。だが、ジャンガはラジェンドラを廃位してスレンドラを新王とし、軍を送ってこれを打ち負かし、ラジェンドラを捕らえてバクタプルに幽閉した。
かくして、ジャンガは自分の意のままになるスレンドラ王を擁立し、完全に全権を掌握した独裁者となり、王に等しい存在となった。